# ディズニー・プロスペクト・スタジオ
ディズニー・プロスペクト・スタジオ（英:Disney's prospect Studios、The prospect Studios）は、ウォルト・ディズニー・スタジオ（ウォルト・ディズニー・カンパニー）が所有する映画スタジオである。

## 概要
2011年にグレンデールのKABC-TVスタジオに移転するまで、ウォルト・ディズニー・カンパニー傘下のウォルト・ディズニー・テレビジョン所有のABCニュースのロサンゼルス局もプロスペクトスタジオにありました。この施設は、1984年のロサンゼルス夏季オリンピックのABCの報道の放送本部としても活躍しているスタジオである。
テレビおよび映画産業が次の千年紀に入ると、2002年までに敷地はザ・プロスペクト・スタジオまたは、ディズニー・プロスペクト・スタジオへ社名変更した。2002年にこの施設は大規模な改修を受けた。

## 買収
1996年にウォルト・ディズニー・カンパニーがABCを買収し、2000年にテレビチャンネルからスタジオを移転した。
ウォルト・ディズニーには、バーバンクにウォルト・ディズニー・スタジオを中心とした他のスタジオがあり、ウォルト・ディズニー・カンパニーとABCの本部として現在も機能している。

## 姉妹会社
- ウォルト・ディズニー・コア・スタジオ（ロサンゼルス）
- ディズニー・ゴールデン・オークランチ（ロサンゼルス）
- タイムズスクエア・スタジオ